# Echicha
L'ẹchịcha (également appelé achịcha) est un plat originaire du pays Igbo au Nigeria, composé principalement de taro séché, de mgbụmgbụ (pois d'Angole) et d'huile de palme. Il est traditionnellement consommé pendant la saison sèche, lorsque les légumes frais sont difficiles à trouver.
L'ẹchịcha est préparé en cuisant à la vapeur le taro séché et le mgbụmgbụ jusqu'à ce qu'ils soient tendres, puis en mélangeant soigneusement les deux avec une sauce à base d'huile de palme, d'ụgba (graine de Pentaclethra macrophylla), d'oignons, de poivre frais et de sel.